# 季布里夫卡 (博布里涅茨區)
48°1′28″N 32°7′35″E / 48.02444°N 32.12639°E
季布里夫卡（烏克蘭語：Дібрівка），是烏克蘭中部的村莊，隸屬基洛夫格勒州的克羅皮夫尼茨基區。該村面積0.83平方公里，海拔高度132米，2001年人口108，人口密度每平方公里286.6人。